# Легс-Тор
Легс-Тор или Ле́ггис-Тор (англ. Legges Tor) — гора, расположенная в Национальном парке Бен-Ломонд (Ben Lomond National Park), который находится в северо-восточной части острова (и одноимённого штата) Тасмания, входящего в состав Австралии. Иногда используется другое название этой горы — Легг-Пик (англ. Legge Peak или Legge’s Peak).

## География
Высота Легс-Тор — 1572 м над уровнем моря (по другим данным, 1574 м). Она является второй по высоте горой Тасмании, вслед за горой Осса (Mount Ossa, 1614 м). Гора Легс-Тор всего лишь немного выше третьей, четвёртой и пятой по высоте гор Тасмании — Пелион-Уэст (Pelion West, 1560 м), Барн-Блафф (Barn Bluff, 1559 м) и Крейдл (Cradle Mountain, 1545 м), которые находятся в Национальном парке Крейдл-Маунтин — Лейк-Сент-Клэр (Cradle Mountain-Lake St Clair National Park), недалеко от горы Осса.
Вершина Легс-Тор является высшей точкой плато Бен-Ломонд (Ben Lomond Plateau), средняя высота которого достигает около 1300 м. Это плато простирается на 14 км в длину и 6 км в ширину.
Расстояние от Лонсестона — примерно 60 км, от Хобарта — примерно 230 км.

## Название
Гора была названа в честь австралийского орнитолога Уильяма Винсента Легги (William Vincent Legge, 1841—1918), создателя и президента Союза орнитологов Австралазии (Royal Australasian Ornithologists Union), который, в частности, исследовал горное плато Бен-Ломонд. В 1907 году правительство Тасмании назвало его именем высочайшую точку этого плато — Legge Tor или Legges Tor. В английском языке слово tor означает «скалистая вершина холма».

## Туризм

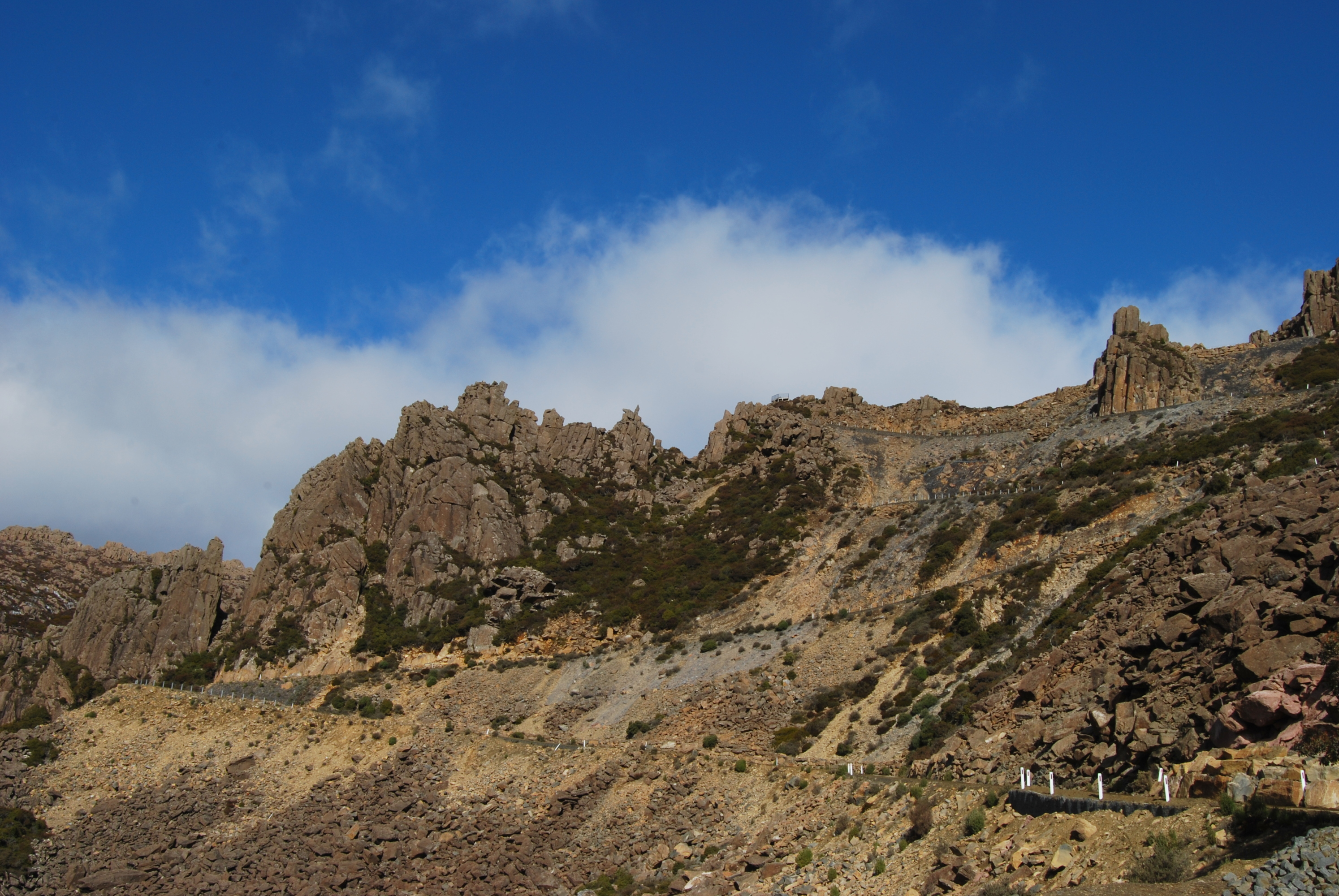
Серпантин автомобильной дороги, ведущей на плато Бен-Ломонд

На верхнюю часть плато Бен-Ломонд ведёт единственная автомобильная дорога — с севера, со стороны Лонсестона. Самая крутая часть подъёма представляет собой зигзаг (серпантин), который известен под названием Jacobs Ladder («Лестница Джекоба» — по-видимому, это название связано с библейской Лестницей Иакова).
На вершину Легс-Тор ведёт туристская тропа, и она является популярным объектом восхождений. Можно пройти от Carr Villa до Alpine Village — путь в один конец занимает примерно 1,5 часа.
Зимой склон горы обычно занесён снегом, и там расположен самый развитый горнолыжный курорт в Тасмании. На подъёмниках можно доехать почти до самой вершины. У подножия горнолыжных склонов находится Alpine Village. Лыжный сезон обычно начинается в начале июля и заканчивается в конце сентября.